# 히로시마 전철 5100형 전차
히로시마 전철 5100형 전차는 2004년에 등장한 히로시마 전철의 노면전차이며 경량전철 전동차라고 말할 수도 있다. 애칭은 Green mover max (그린 무버 맥스) 임.히로시마 전철과 일본의 일부 철도차량 제조업체들이 공동개발한 처음의 일본제 100% 저상 노면 전차다. 구조는 독일 지멘스 제 콤비노 5000형 (그린 무버) 과 같은 5차체 연접차이며 2005년 3월부터 영업운행이 시작됐다. 현재 10개 편성을 보유하고 있다.

## 콤비노 (그린 무버) 와 비교한 상위점
중간 부수 대차를 동력대차와 다르게 설계하며 소형화함으로써 좌석 정원이 증대된다. 바닥 높이는 콤비노의 330mm 보다 높은 360mm다. 차량 길이는 법례 (궤도법)의 규정 범위내인 30m로 담겨졌다. 차량 가격은 5000형 보다 2000만엔 정도 싼 3억2000만엔였다. 차체 재질은 알미늄 합금이 아닌 연강 제이니까 중량이 1.4t 정도 무겁다. 외국 특허 해결이 개발 목적의 하나지만 탄성 차륜과 제동 장치는 국산화 할 수 없었다.

## 주요 제원
- 좌석 정원: 56명
- 궤간: 1435mm (표준궤)
- 전차선 전압: 직류 600V
- 중량: 33.9t
- 전동기 출력: 100kW 4개
- 설계 최고속도: 80km/h

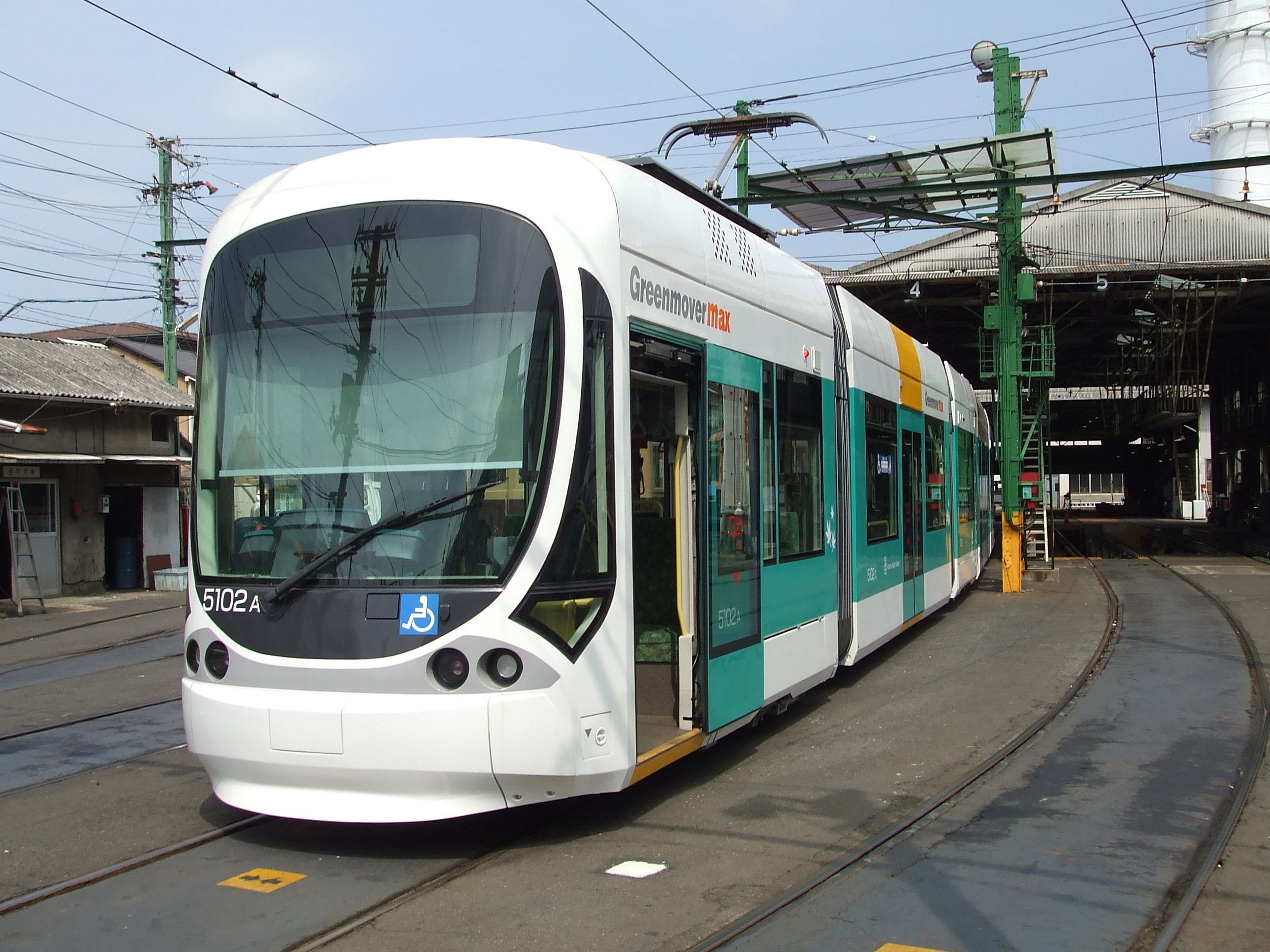
히로시마 전철 5100형
(허가를 얻어 촬영)

- 영업 최고속도: 60km/h (전용 궤도 구간)
- 노면구간 법정 최고속도: 40km/h
- 가속도: 3.5km/h/s
- 감속도: 4.8km/h/s (비상 6.0km/h/s )
- 최소 허용 곡선 반경: 18m
- 최급 구배: 5%